# فريدريك دوسن
فريدريك دوسن (19 يونيو 1917 - 27 أبريل 1986) (بالإنجليزية: Frederick Dawson)‏ هو لاعب كريكت نيوزلندي.

## وصلات خارجية
- فريدريك دوسن على موقع إي آس بي آن كريك إنفو (الإنجليزية)